# Mani in alto!
Mani in alto! (en español, ¡Manos arriba!) es una historieta italiana del Oeste de la casa Edizioni Audace (hoy Sergio Bonelli Editore), creada por Roy D'Amy en 1949. En los dibujos participa también Aurelio Galleppini. 
Fueron editadas dos series, la primera de 48 números y la segunda de 16.

## Argumento
El protagonistas de la historieta es Teddy Star, exsargento de caballería que, tras la Guerra de Secesión, vuelve a Omaha, su ciudad natal. Aquí se ve involucrado en muchas aventuras junto al viejo herrero Cherry Brandy y al joven huérfano Sventola (en español, Bofetada), hijo de un bandido. Otros personajes son la hermosa Cora y el criminal Bruce Dalton. Las historias no sólo se desarrollan en el Viejo Oeste, sino también en México y Canadá (segunda serie).
A diferencias de las estereotipadas mujeres necesitadas de protección, en el cómic de D'Amy los personajes femeninos participan activamente en la acción. En la serie aparece también Furio Almirante, un personaje de Carlo Cossio y Gian Luigi Bonelli que tuvo éxito en otras publicaciones como protagonista, pero aquí desempeña el papel de personaje secundario.